# Dendraster excentricus
Dendraster excentricus (Eschscholtz, 1831), detto dollaro della sabbia, è un riccio di mare della famiglia Dendrasteridae.

## Descrizione
Ha un guscio appiattito e circolare, adatto a scavare nel fondo marino. È provvisto di cinque file di pedicelli, che gli consentono di effettuare un lento movimento.
Si aggrappa ai corpi sommersi mediante cirri situati alla base dei pedicelli e può rimanere ancorato nello stesso punto per molto tempo.

## Biologia

### Alimentazione
Si ciba di piccoli organismi e inghiotte grandi quantità di sabbia, di cui digerisce solo le particelle di sostanza organica in essa contenute.

### Riproduzione
Se minacciate dai predatori le larve di questa specie possono dar luogo ad una forma di riproduzione asessuata nota come amplificazione larvale: i piccoli plutei si moltiplicano per gemmazione dando vita ad un vero e proprio clone di piccole dimensioni, in grado di sfuggire ai predatori.

## Distribuzione e habitat
Questa specie è diffusa sui fondali sabbiosi del versante orientale dell'oceano Pacifico, dall'Alaska alla Bassa California.